# Spugna (fumettista)
Spugna, pseudonimo di Tommaso Di Spigna (Brescia, 1989), è un fumettista italiano.

## Biografia
È tra i fondatori e Art Director della rivista autoprodotta Lucha Libre, membro del trio InFame studio, collabora con svariate realtà dell’autoproduzione italiana. Nel novembre 2014 esce il suo volume d’esordio come autore completo, Una brutta storia per l’editore GRRRZ Comic Art Books, con cui vince il Premio Boscarato del Treviso Comic Book Festival come "autore rivelazione" 2015.
Nel 2017 esce il suo secondo graphic novel The Rust Kingdom, presentato in anteprima al Treviso Comic Book Festival con una mostra, per Hollow Press, volume che vince il premio Nuove Strade del Premio Attilio Micheluzzi al Napoli Comicon 2018 ed entrato nella selezione Gran Guinigi di Lucca Comics and Games 2018.
Nell'Aprile dello stesso anno è uscito Gnomicide sempre per Hollow Press e una seconda edizione economica del suo primo lavoro Una brutta storia e collabora al volume Rubens assieme a Cammello e Akab per l'etichetta Progetto Stigma. Figura tra gli autori selezionati per la mostra e relativo catalogo "1938 - 2018 Ottant'anni dalle leggi razziali in Italia", ideata da Roberto Genovesi e organizzata da Arf Festival, Rai Com e Cartoons on the bay.
In occasione del Napoli Comicon 2019 realizza la copertina del numero 0 della rivista Comicon Plus, dove ritrae Gipi "per celebrare, con il dovuto sarcasmo, il fumettista Magister dell’edizione 2019 del festival" e sempre all'interno della rivista, realizza i disegni per una collaborazione inedita con lo sceneggiatore Alessandro Bilotta. Realizza poi per Eris edizioni una sovracoperta in edizione limitata per il lancio dell'edizione italiana di Prison pit, di Johnny Ryan e partecipa al progetto "Fumetti nei musei" promosso dal MiBACT e da Coconino Press con la storia Quattro Chiacchiere per il MUNDA - museo nazionale d'Abruzzo dell'Aquila.
Nel gennaio 2020 viene scelto da Panini Comics insieme a Zerocalcare per realizzare una delle variant cover esclusive per il primo numero dell'edizione italiana dell'evento Marvel Absolute Carnage. A marzo partecipa con numerosi altri fumettisti alla realizzazione del volume corale COme VIte Distanti, promosso dal festival ARF! per raccogliere fondi in sostegno dell’Istituto Spallanzani per la lotta alla COVID-19. Nell'autunno esce il suo ultimo libro da autore completo Fingerless sempre per Hollow Press.
Nel 2021 vince un nuovo Premio Boscarato nella categoria "miglior artista" con Fingerless a pari merito con Nippon Yokai di Elisa Menini mentre a ottobre esce per LaFeltrinelli La Quarta guerra mondiale sceneggiato da Marco Taddei e tra i fumettisti italiani, partecipanti al progetto ministeriale Fumetti nei Musei, i cui disegni entrano a far parte della Collezione di autoritratti agli Uffizi. 
A febbraio 2022 viene pubblicata una sua storia breve di Dylan Dog, La casa dello splatter all'interno del numero 40 della testata Dylan Dog Color Fest Estreme visioni e nello stesso mese espone una sua mostra personale di tavole originali alla Cart Gallery di Roma.

## Opere

### Libri
- Una brutta storia, GRRRZ Comic Art Books, 2014. ISBN 8896250269[22]
- The Rust Kingdom, Hollow Press, 2017.
- Gnomicide, Hollow Press, 2018.
- The Wizard Hat, Hollow Press, 2019[23].
- Fingerless, Hollow Press, 2020[24].
- La Quarta guerra mondiale, La Feltrinelli, 2021[25]. ISBN 9788807550843
- Vita da soldatinen, La Feltrinelli, 2022.
- Stitched Up, Hollow Press, 2022.
- Rusted Tales, Hollow Press, 2022.
- Fat Rot Things, Hollow Press, 2024.

### Albi e storie brevi
- Quattro chiacchiere, nella collana Fumetti nei musei, MiBACT-Coconino Press, 2019[26]
- La casa dello splatter in Dylan Dog Color Fest N° 40 Estreme visioni, Sergio Bonelli Editore, 2022[27]

## Riconoscimenti
- 2015 - Premio Boscarato del Treviso Comic Book Festival come Autore rivelazione per Una brutta storia[28]
- 2018 - Vincitore della categoria Nuove strade del premio Attilio Micheluzzi al Napoli comicon[29]
- 2020 - Premio Boscarato migliore autore di copertina per Prison Pit (Eris Edizioni) e Absolute Carnage (Panini Comics)[30]
- 2021 - Premio Boscarato migliore artista (disegno e sceneggiature) per Fingerless (Hollow Press)